# Xou com sou
Xou com sou fue un magacín catalán de 1999 retransmitido por la televisión autonómica catalana TV3 y estaba presentado por Enric Calpena.
Fue un programa de entretenimiento y humor que daba a conocer particularidades de los pueblos de Cataluña y que constaba de las siguientes secciones fijas:
- Pueblo contra pueblo: un concurso entre dos equipos formados por habitantes de dos pueblos catalanes y constituía la parte central del programa.
- El primer sentimiento: momento en el que dos personas se reencuentran a petición de una de las dos.
- Catalans insólitos: donde personajes curiosos muestran sus habilidades.
- Famosos y compañía: en la que entrevista un famoso que acude al plató acompañado de quien él quiere.
- La dieta de la tía: donde la dietista Magda Carlas responde las preguntas sobre nutrición realizadas por el famoso.
- En Leandro a ...: que recoge el humor del cómic Leandre en los lugares más insólitos.
- La búsqueda de El abuelo de Cataluña, donde se busca el abuelo o la abuela que destaque especialmente, cierra el concurso.